# Wolfgang Baar
Wolfgang Baar (* 5. Juni 1933 in Hamburg) ist ein deutscher Politiker der SPD und ehemaliges Mitglied der Hamburgischen Bürgerschaft.

## Leben und Beruf
Nach der Schule absolvierte Wolfgang Baar eine Ausbildung als Bau- und Möbeltischler. Es folgte 1965 die Meisterprüfung, danach eine Arbeit als Betriebsleiter. Von 1979 bis 1981 war er als Geschäftsführer der SPD Bezirksfraktion in Hamburg-Wandsbek tätig und ab 1981 als Geschäftsführer der SPD-Wandsbek. Von 1993 bis 1997 arbeitet er als Abteilungsleiter in der „Baugenossenschaft Dennerstraße-Selbsthilfe e.G.“.
Als Plattdeutscher war er lange Jahre im Kulturkreis Wandsbek tätig.
Von 1992 bis 2003 war er stellvertretender Vorsitzender der Vereinigung „Quickborn“.

## Politik
Von 1966 bis 1997 war er Abgeordneter in der Bezirksversammlung Wandsbek für die SPD.
Er war Mitglied der Hamburgischen Bürgerschaft in der 16. Wahlperiode von 1997 bis 2001. Für seine Fraktion saß er im Sozialausschuss sowie im Bau- und Verkehrsausschuss.